# Депортес Мелипия
Депортес Мелипия (на испански: Deportes Melipilla) е чилийски футболен отбор от Мелипия, регион Сантяго. Основан е на 24 януари 1992 г. като наследник на разформирования Клуб Депортиво Соинка Бата. Веднага след основаването си завършва на второ място във втора дивизия и печели промоция за Примера Дивисион, където обаче се задържа само една година. След две шампионски титли на втора дивизия в началото на 20 век Депортес Мелипия още два пъти играе в елита, но след финансови затруднения през 2009 г. тимът се озовава в четвърта дивизия. От 2012 г. Депортес Валдивия е в Сегунда Дивисион, третото ниво на чилийския футбол.

## Известни бивши футболисти
- Артуро Видал
- Родриго Барера

## Успехи
- Примера Б:
  - Шампион (2): 2004, 2006
  - Вицешампион (1): 1992